# کتابخانه ملی اطلاعات فنی (هانوفر)

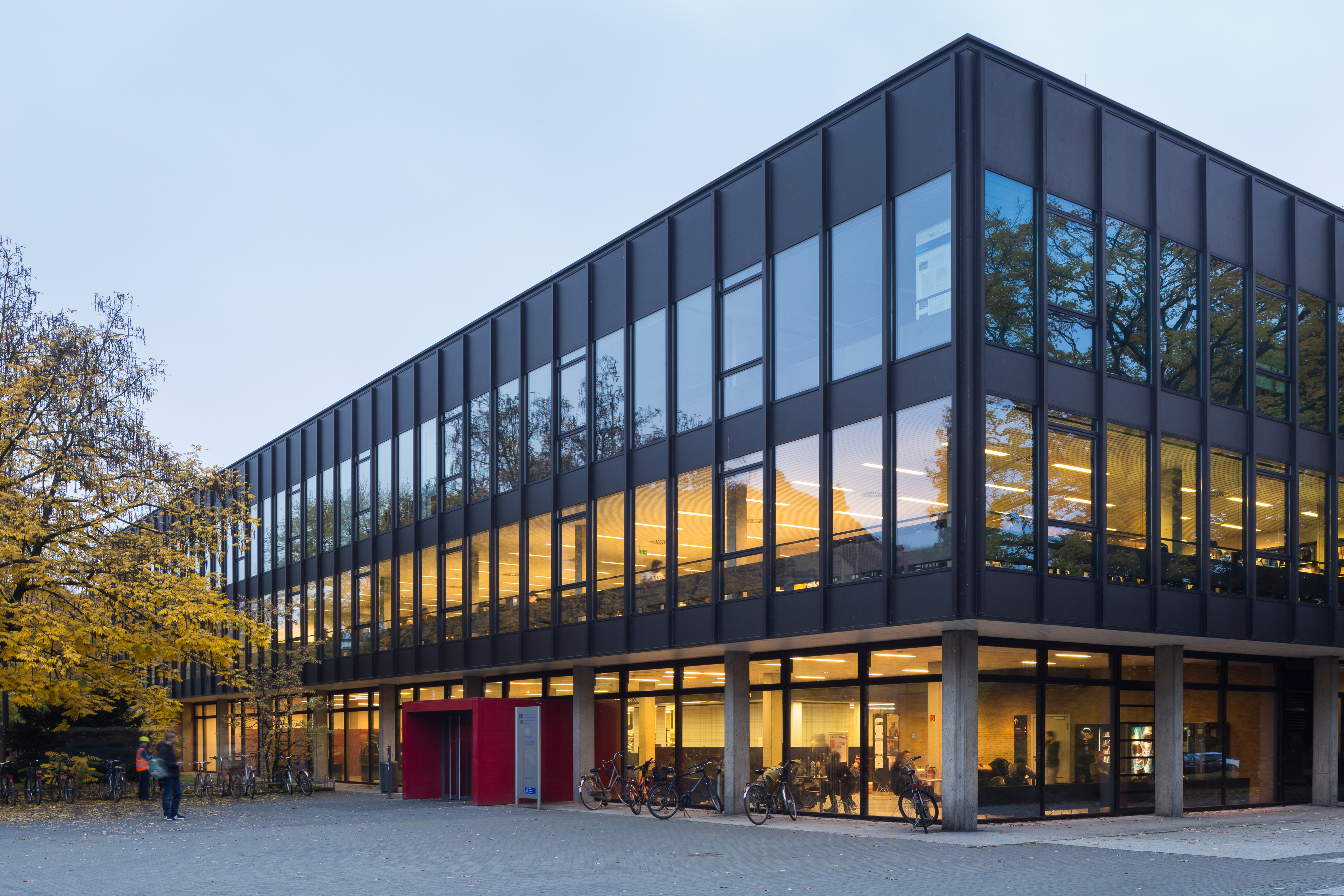
سایت فناوری/علوم طبیعی TIB در منطقه Nordstadt هانوفر، نما با ورودی اصلی (۲۰۱۵)

کتابخانه اطلاعات فنی (TIB) کتابخانه تخصصی مرکزی آلمان برای فناوری و همچنین معماری، شیمی، علوم کامپیوتر، ریاضیات و فیزیک مستقر در هانوفر است. کتابخانه اطلاعات فنی بزرگترین کتابخانه ویژه فناوری و علوم طبیعی در جهان است. وظیفه ارائه ادبیات و اطلاعات به صورت چاپی و الکترونیکی برای تحقیقات و صنعت ملی و بین‌المللی در حوزه‌های تخصصی خود و به‌عنوان کتابخانه دانشگاهی برای دانشجویان، محققان و مدرسان تمامی دانشکده‌های دانشگاه لایب‌نیتس هانوفر و همچنین شهروندان منطقه را بر عهده دارد. . مرکز اطلاعات فناوری و علوم طبیعی لایب‌نیتس از جوامع متخصص و تحقیقاتی با پیشنهادات متعدد در فرآیندهای تحقیق، یادگیری و کاری پشتیبانی می‌کند. این کتابخانه برای بهینه‌سازی خدمات خود تحقیق و توسعه کاربردی انجام می‌دهد. تمرکز بر روی علم داده، مواد غیر متنی، علوم باز و تجزیه و تحلیل بصری است.
کتابخانه اطلاعات فنی بخشی از زیرساخت‌های تحقیقاتی ملی و در عین حال بزرگترین کتابخانه تخصصی در زمینه‌های خود است. یکی از برتری‌های اصلی آن‌ها دراختیار قراردادن متن کامل منابع است.
کتابخانه، به عنوان کتابخانه تخصصی مرکزی در حوزه‌های تخصصی خود، TIB با دو کتابخانه تخصصی مرکزی دیگر آلمان - ZB MED - مرکز اطلاعات علوم زیستی و ZBW - مرکز اطلاعات لایب‌نیتس برای اقتصاد - در زمینه‌های عرضه متن کامل، مجوزها، همکاری نزدیک دارد. مطالب غیر متنی، بایگانی طولانی مدت و دسترسی آزاد قرار دارد.
کتابخانه اطلاعات فنی یک بنیاد تحت قوانین عمومی ایالت نیدرزاکسن است. نام‌های اضافی «مرکز اطلاعات فناوری و علوم طبیعی لایب‌نیتس» و «کتابخانه دانشگاه» را دارد.
TIB عضو انجمن لایب نیتس است. در سال ۲۰۲۰ به عنوان کتابخانه ملی سال انتخاب شد.

## اهداف مرکز
کتابخانه اطلاعات فنی دارای انباری از اطلاعات فنی و علمی فنی و تحقیقاتی پایه و همچنین بسیار تخصصی است که در جهان بی نظیر است. TIB ادبیات را از زمینه‌های فناوری و همچنین معماری، شیمی، علوم کامپیوتر، ریاضیات و فیزیک به زبان‌های مختلف و رسانه‌های مختلف جمع‌آوری می‌کند. این سهام توسط مجموعه‌های منحصر به فردی تکمیل می‌شود که با محتوای آنها یا تمرکز منطقه ای آنها مشخص می‌شود. این شامل پایان‌نامه‌ها، پتنت‌ها و استانداردها و همچنین ادبیات خاکستری فنی و علمی غیرقابل یافتن مانند کنفرانس‌ها و گزارش‌های تحقیقاتی می‌شود. یکی از تخصص‌های TIB، تهیه نشریات جدید از شرق اروپا و آسیای شرقی است که به سختی به دست می‌آیند و از نظر زبانی دسترسی به آنها دشوار است.

## خدمات

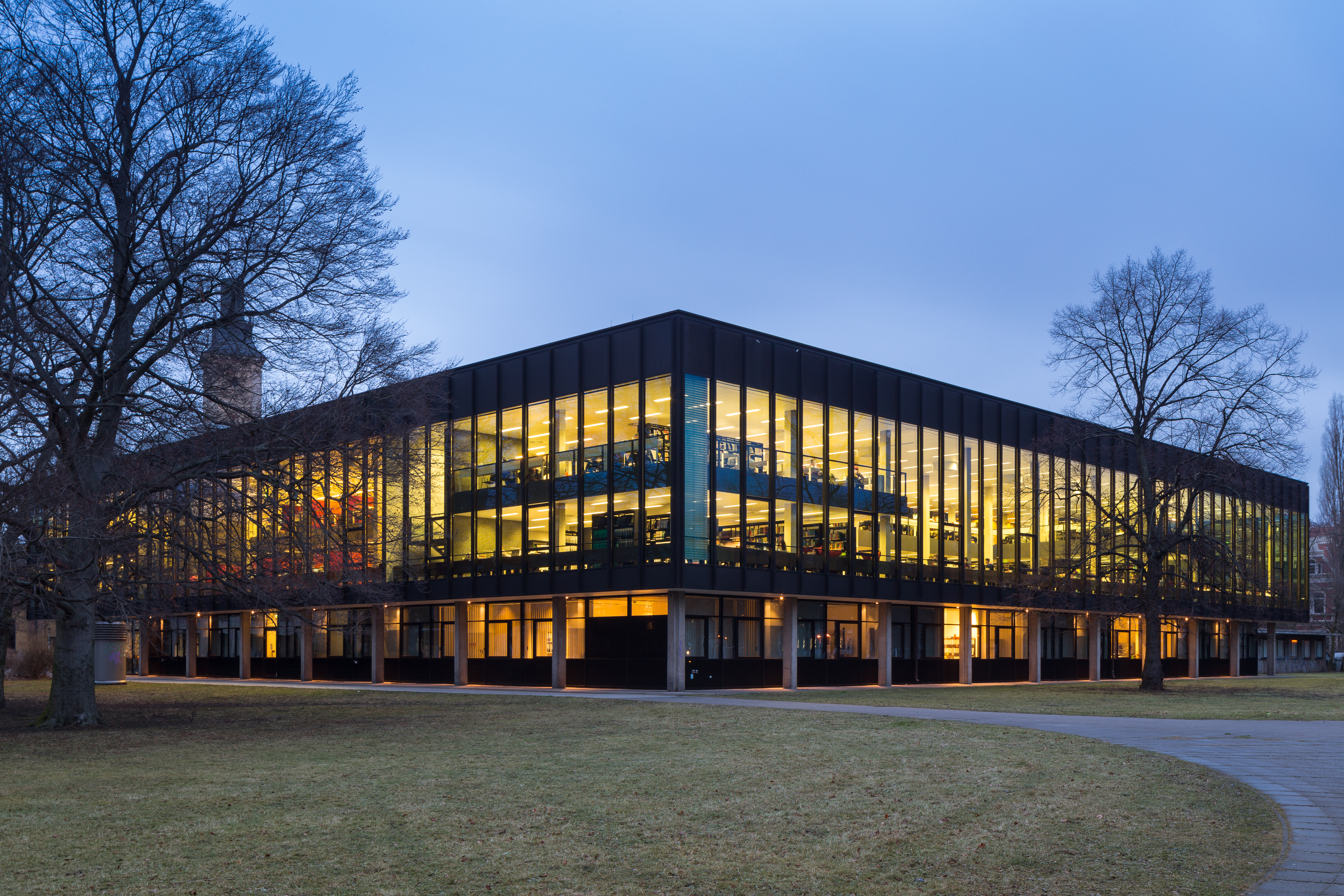
سایت فناوری / علوم طبیعی TIB، نمایی از خیابان Nienburger

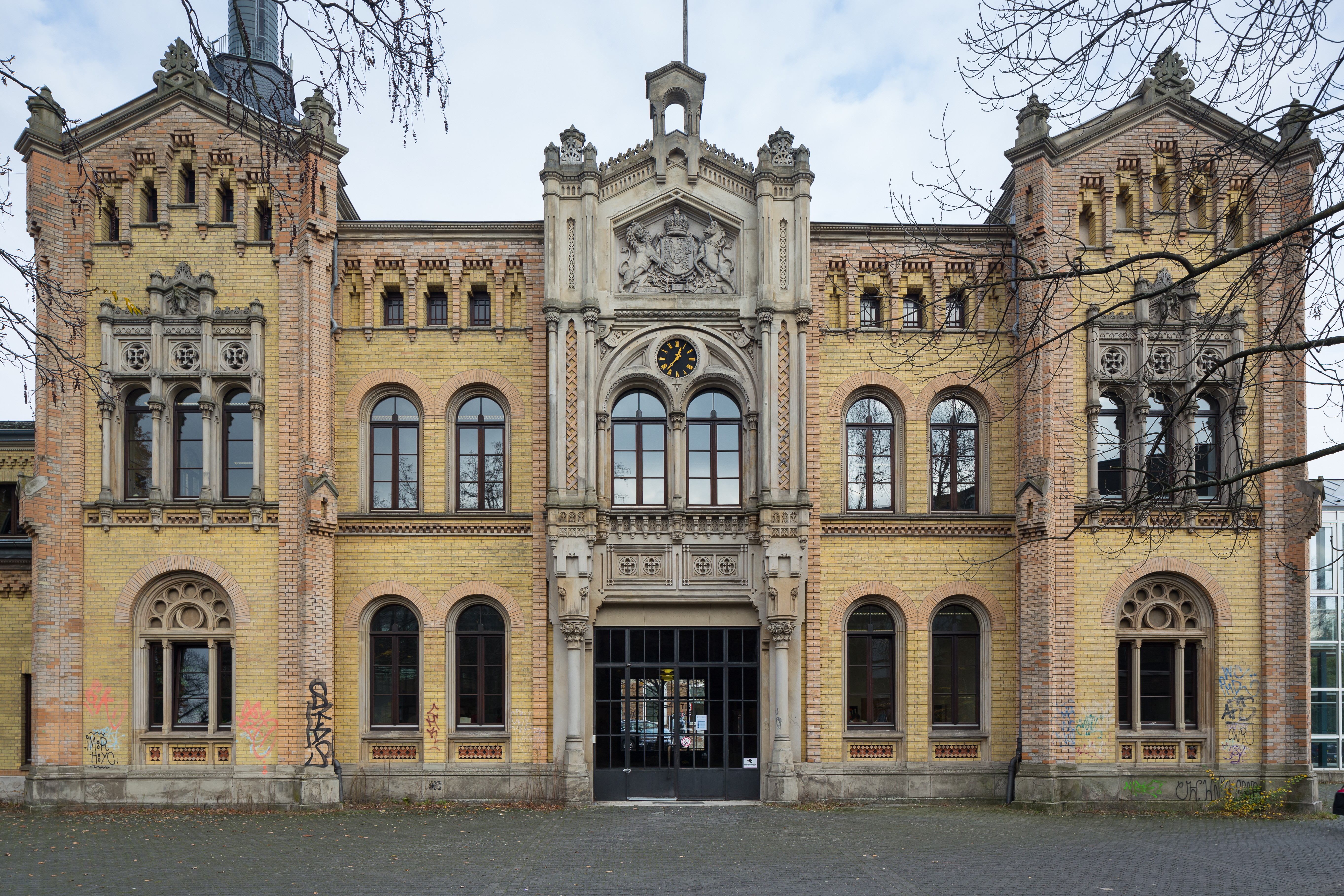
Marstall bei Welfenschloss: اختراعات، هنجارها و استانداردها

## تحقیق و توسعه

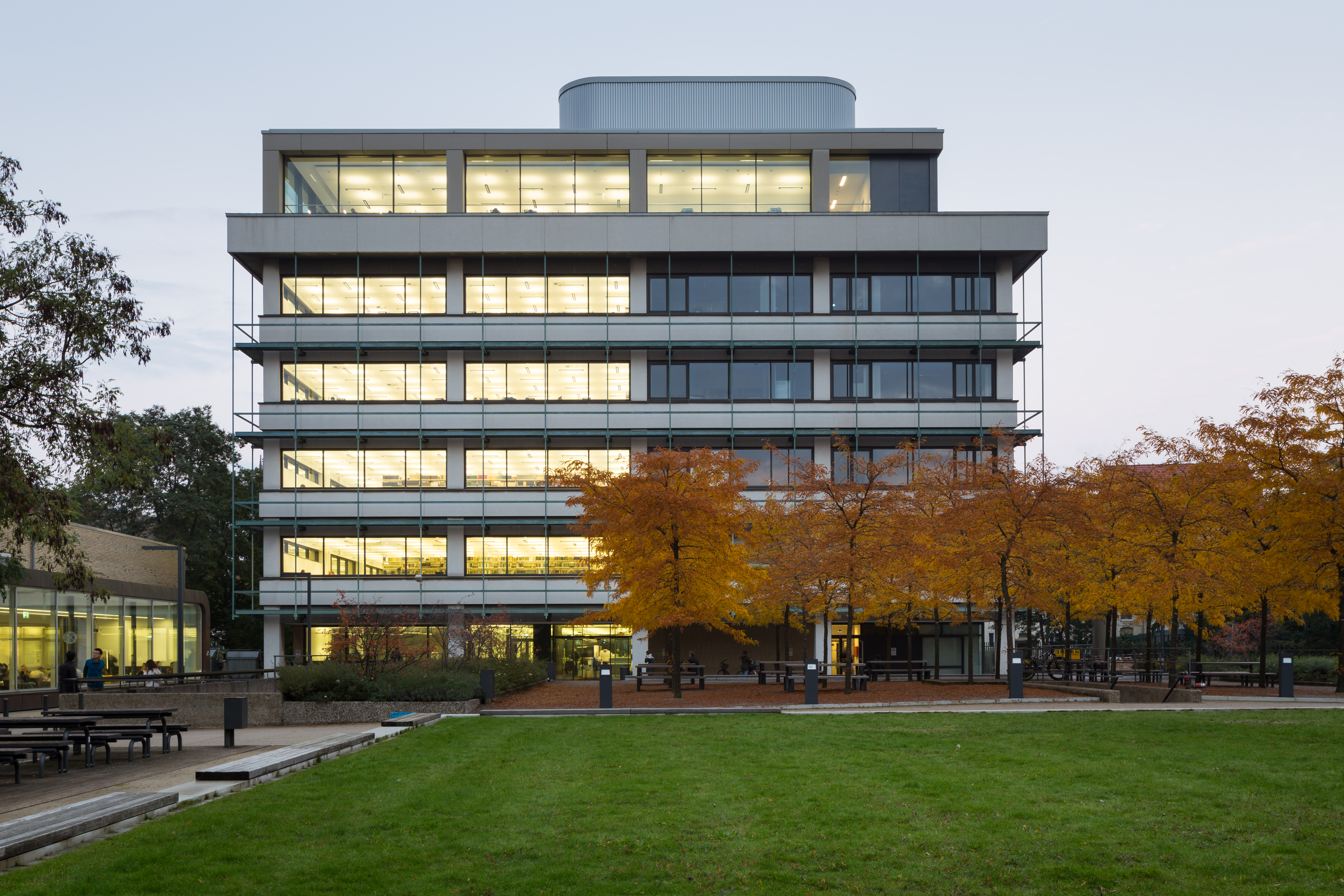
محل TIB Conti-Campus در Königsworther Platz، مسکن علوم آموزشی، ادبیات و زبان‌شناسی، حقوق و اقتصاد.